# Naliściak pączkojad
Naliściak pączkojad (Phyllobius (Nemoicus) oblongus) – gatunek chrząszcza z rodziny ryjkowcowatych i podrodziny Entiminae.

## Taksonomia
Gatunek ten opisany został po raz pierwszy w 1758 roku przez Karola Linneusza w dziesiątym wydaniu Systema Naturae pod nazwą Curculio cupreus. Jako miejsce typowe wskazano Szwecję.

## Wygląd
Chrząszcz o wydłużonym ciele długości od 3,8 do 5 mm, z wierzchu porośniętym odstającymi włoskami i pozbawionym łusek. W przypadku typowego ubarwienia pokrywy i przód ryjka są brunatne, czułki i odnóża żółtobrunatne, a reszta ciała czarna. Ponadto występuje forma barwna o pokrywach czarnych, określana jako ab. floricola. Krótki ryjek ma górną powierzchnię tak szeroką jak czoło mierzone między oczami. Czułki odznaczają się buławką niewiele grubszą niż reszta biczyka. Powierzchnię ryjka i głowy zdobią punkty dwukrotnie mniejsze niż na wierzchu przedplecza. Odnóża mają zrośnięte pazurki oraz uda zaopatrzone w wyraźne ząbki. 

## Ekologia i występowanie

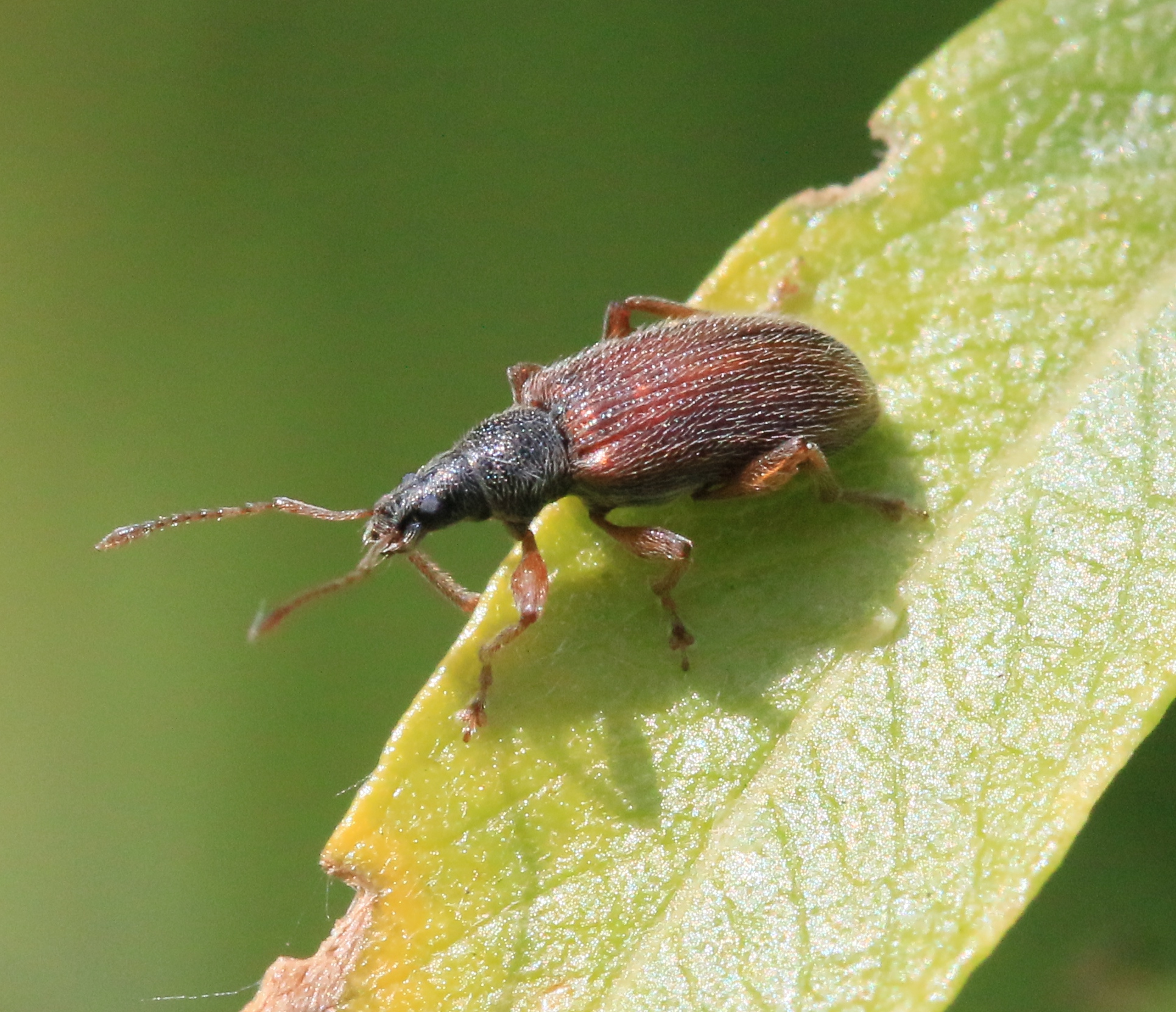
Imago na liściu

Owad ten zasiedla doliny rzek i potoków, łąki, skraje lasów i zarośli, grzęzawiska, młaki, szkółki drzew, sady, rzadziej miedze i suche zbocza. Imagines spotyka się od maja do lipca lub sierpnia na roślinach żywicielskich. Są polifagicznymi fitofagami. Żerują na liściach, pąkach i miękkich owocach rozmaitych roślin zielnych oraz krzewów i drzew liściastych. Samica składa około 100–200 jaj. Umieszczane są w glebie niewielkimi grupkami. Polifagifagiczne larwy przechodzą rozwój w glebie, na głębokości 10–20 cm, gdzie odżywiają się korzeniami. Rozwój larwalny trwa 10–11 miesięcy i obejmuje pięć stadiów trwających po 22–24 dni oraz szóste stadium zimujące. Przepoczwarczenie następuje wczesną wiosną w utworzonej przez larwę glebowej komorze owalnego kształtu.
Gatunek palearktyczny, w Europie stwierdzony w Hiszpanii, Irlandii, Wielkiej Brytanii, Francji, Belgii, Holandii, Niemczech, Danii, Szwecji, Norwegii, Finlandii, Estonii, Łotwie, Litwie, Szwajcarii, Austrii, Włoszech, Polsce, Białorusi, Czechach, Słowacji, na Węgrzech, Ukrainie, w Chorwacji, Bośni i Hercegowinie, Mołdawii, Bułgarii i Rosji. W Azji znany jest z Syberii. Ponadto zawleczony został do nearktycznej Ameryki Północnej.
W Polsce występuje pospolicie na terenie całego kraju, z wyjątkiem wyższych położeń górskich.

## Znaczenie gospodarcze
Ryjkowiec ten bywa notowany jako szkodnik w sadach, szkółkach drzew i krzewów liściastych oraz w uprawach wierzb wikliniarskich. W Ameryce Północnej jest gatunkiem inwazyjnym, notowanym jako szkodnik upraw klonu cukrowego.